# Frisky
Frisky je píseň britského rappera a zpěváka Tinie Tempaha. Píseň se nachází na jeho debutovém studiovém albu Disc-Overy. Produkce se ujali producenti Labrinth a Da Diggler. S touto písní mu vypomohl britský producent Labrinth.

## Hitparáda
| Země  | Umístění |
| ----- | -------- |
| Irsko | 3        |
| UK    | 2        |